# غربيات

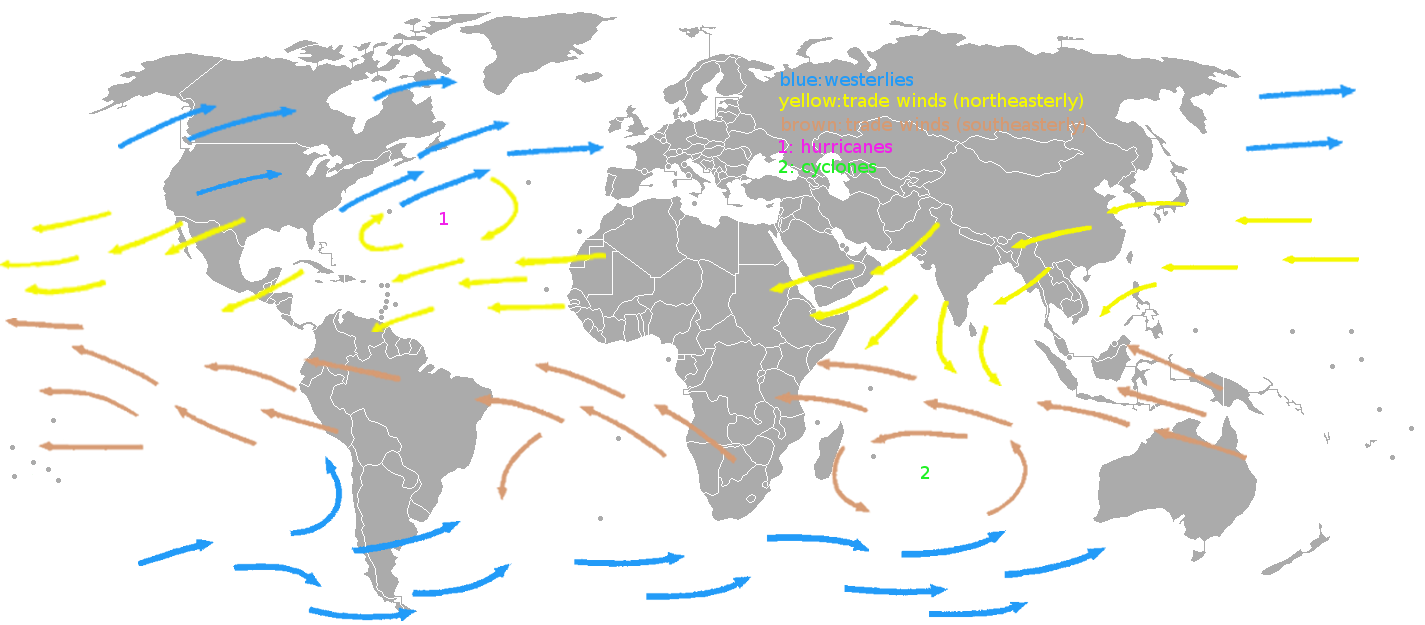
الغربيات ورياح التجارة

الغربيات هي ريح سائدة تهب من جهة الغرب باتجاه الشرق في دوائر العرض المتوسطة بين خطي العرض 30 و60.

## الغربيات السائدة
هي تلك الرياح التي تهب بوجه عام من الاتجاه الجنوبي الغربي في العروض الوسطى من نصف الكرة الشمالي، ومن الاتجاه الشمالي الغربي في العروض الوسطى من نصف الكرة الجنوبي، ومصدر تلك الرياح حجيرات الضغط المرتفع شبه المداري، وتتصف تلك الرياح بتغيرات كبيرة في اتجاهها وسرعتها، وغالباً ما يصاحبها ضغط مضطرب.

## الغربيات العلوية
هي تلك الرياح الغربية التي تهب في المستويات العليا من الجو التروبوسفيري فوق العروض الوسطى والعليا، وتتفق وجهة حركة تلك الرياح مع وجه حركة الأرض الدورانية حول نفسها، والسبب الرئيسي في نشأة تلك الرياح، ووجهتها الغربية هذه، هو التوازن القائم بين قوة انحدار الضغط الجوي المتجه شمالاً - في نصف الكرة الشمالي - وقوة كوريوليس التي تعمل بصورة معاكسة لعمل قوة انحدار الضغط.

## الغربيات الاستوائية
الغربيات الاستوائية هي عبارة عن رياح غربية خفيفة السرعة، ينحصر مجال هبوبها بين خط الاستواء الفلكي ومركز الضغط المنخفض الاستوائي الذي يكون إلى الشمال من خط الاستواء في فصل الصيف الشمالي، وإلى الجنوب منه في فصل الصيف الجنوبي، وإن كانت أجزاء من المنطقة الاستوائية تتصف بهدوء هوائها -أي انعدام الحركة الافقية للهواء- تعرف بمنطقة الرهو الاستوائية، ويمكن القول: إن الغربيات الاستوائية هي أصلاً رياح تجارية قادمة من الحواف المواجهة لخط الاستواء من حجيرات الضغط المرتفع شبه المداري، غيرت تلك الرياح اتجاهها بعد عبورها خط الاستواء بفعل قوة كوريوليس، ففي فصل الصيف تأخذ الرياح التجارية العابرة لخط الاستواء من الجنوب وجهة جنوبية غربية بعد عبورها خط الاستواء متوجهة نحو مركز أخدود الضغط المنخفض الاستوائي، أما في فصل الشتاء فينعكس الأمر، إذ تأخذ الرياح الشمالية الشرقية بعد عبورها خط الاستواء اتجاهاً شمالياً غربياً، وهكذا نجد هناك رياحاً غربية في جزء كبير من الحزام الاستوائي.